# مارتن دلايني
مارتن روبنسن دلايني (بالإنجليزية: Martin Robison Delany؛ مايو 1812 –  24 يناير 1885) كان وصحفيا وطبيبا وجنديا وكاتبا أميركيا أفريقيا ويذهب البعض إلى أنه أول ناصر قومية السود.
ولد في تشارلز تاون بولاية فيرجينيا وتربى في بيتسبرغ  بولاية بنسيلفانيا. تدرب دلايني ليكون مساعد طبيب. خلال جائحتي كوليرا عامي 1833 و1854، عالج دلايني مرضى مع أن الكثير من الأطباء والسكان غادروا پيتسبرغ.
في 1850، كان من الطلاب السود الثلاثة الأوئل المقبلين في مدرسة طب هارفارد ولكن طُرد كلهم بعد أسابيع فقط تعقيبا على احتجاجات الطلاب البيض. سافر دلايني أيضا في جنوب الولايات المتحدة ليشهد العبودية، وانطلاقا من 1847 تعاون مع فريدريك دوغلاس لنشر مجلة نجمة الشمال (North Star). كان حلم دلايني تأسيس مستوطن في إفريقيا الغربية، وزار ليبيريا وعاش كذلك في كندا لعدة سنوات. عاد إلى الولايات المتحدة والحرب الأهلية الأمريكية تندلع. ابتداء من 1863، قام بتجنيد جنودا أميركيين سودا لكتيبة جنود الولايات المتحدة السود. وفي فبراير 1865، كلف بمهام ضابط ميداني وأصبح أول ضابط أميركي إفريقي في تاريخ القوات البرية للولايات المتحدة.
بعد الحرب الأهلية، استقر في كارولينا الجنوبية، حيث عمل في مكتب الرجال المحررين وأصبح ناشطا سياسيا، وذلك في حركة مؤتمرات السود. ترشح لمنصب نائب الحاكم وخاض حملة انتخابية كجمهوري ولكنه فشل، إلا أنه عُين بمنصب قاضي محاكمي لمدة حتى أقيل في النهاية بسبب فضيحة. غيّر دلايني ولائه الحزبي إلى الحزب الديموقراطي وعمل في حملة وايد هامبتون الثالث، الذي انتخب لمنصب الحاكم في 1876.

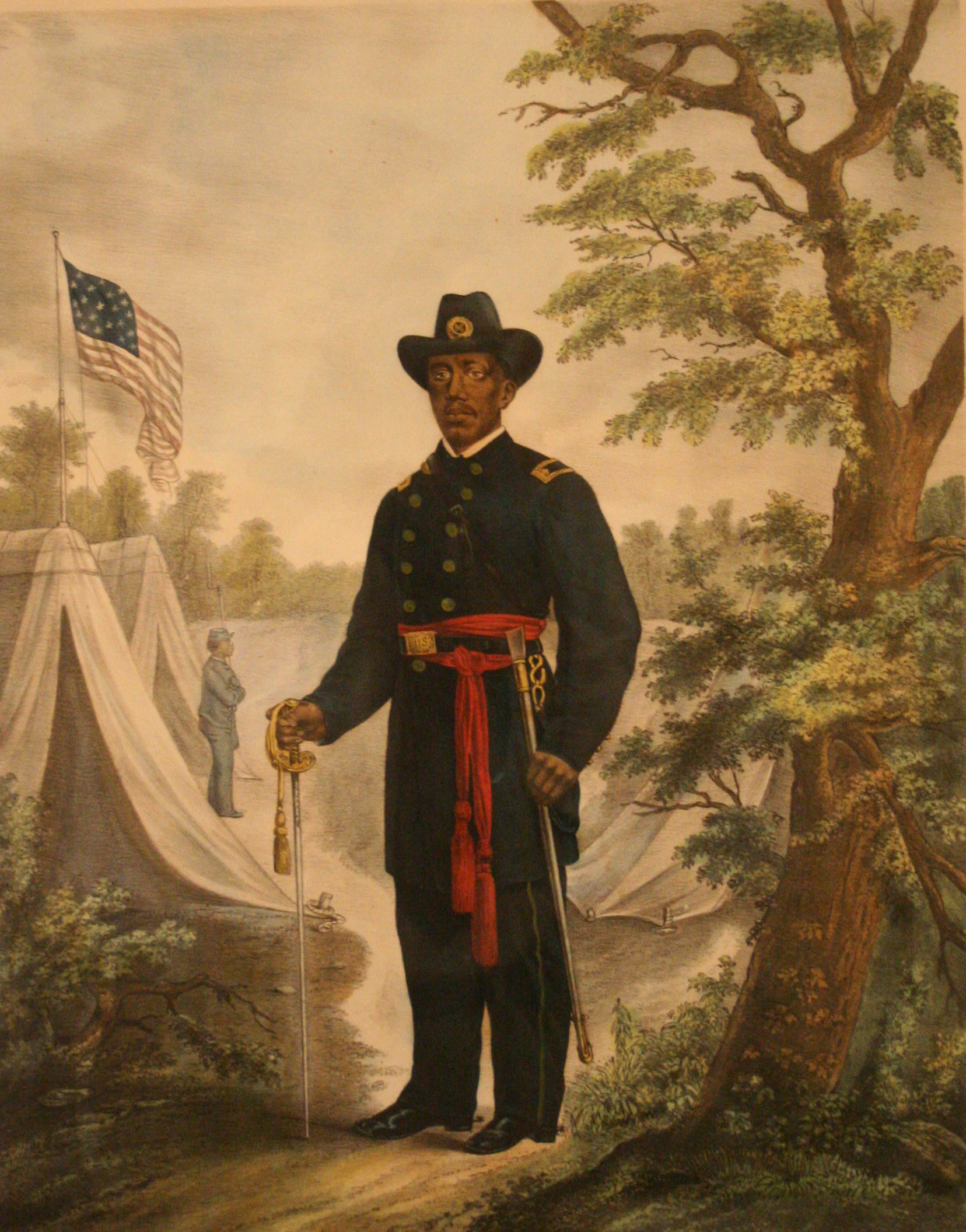
كان مارتن دلايني الأميركي الأسود الوحيد الحاصل على رتبة ضابط خلال الحرب الأهلية الأميركية

## روابط خارجية
- مارتن دلايني على موقع الموسوعة البريطانية (الإنجليزية)
- مارتن دلايني على موقع إن إن دي بي (الإنجليزية)